# Har Sheẖoret
Har Sheẖoret (hebreiska: הר שחורת) är en bergskedja i Israel.   Den ligger i distriktet Södra distriktet, i den södra delen av landet.